# Adele de Leeuw
Adele de Leeuw (of Adele Deleeuw) (Ohio, 12 augustus 1899 - New Jersey, 12 juni 1988) was een Amerikaans-Nederlandse kinderboekenschrijver. Geboren en getogen in Ohio, maar verhuisde later naar Plainfield, New Jersey.  Ze begon haar loopbaan als bibliothecaris, en schreef meer dan 75 kinderboeken. Het genre is overwegend geschiedenis met daarbij illustraties. Een van de titels is Legends and Folk Tales from Holland. Haar erfenis schonk ze aan de Rotary Club Plainfield-North Plainfield, die op haar beurt  een fonds genereerde voor studiebeurzen aan studenten van universitaire studies. Na haar overlijden in 1988 was dit fonds  totaal $ 1 miljoen. Sindsdien komen ieder jaar een paar studenten in aanmerking voor zo'n studiebeurs.
Ze werkte veel samen met haar zus Cateau, die als illustrator begon, maar later ook boeken ging schrijven. Na haar overlijden in 1975 schreef Adele het boek Remembered with Love: Letters to my Sister. Het is een autobiografie, evenals een biografie van haar zus. Het is een van haar laatste en belangrijkste boeken.
- CiNii: DA08788324
- Gemeinsame Normdatei: 1108589189
- International Standard Name Identifier: 0000 0000 8273 7719
- Library of Congress Control Number: n80057221
- Nationale Bibliotheek van Israël: 987012501355705171
- Nederlandse Thesaurus van Auteursnamen: 074453548
- Istituto Centrale per il Catalogo Unico: RMSV041333
- SNAC: w6kd5ssz
- Système universitaire de documentation: 236040928
- Virtual International Authority File: 79287319
- WorldCat: E39PBJg4pRmwfHm8x7vqcKK68C